# Ducktown
Ducktown è un comune degli Stati Uniti d'America, situato nello Stato del Tennessee, nella Contea di Polk.